# カイ・フジムラ
カイ・フジムラ（Kai Fujimura、1995年3月29日 - 、男性）は、日本のプロレスラー。旧リングネーム、ならびに本名は、藤村加偉（ふじむら かい）。同じくプロレスラーの藤村康平は兄。

## 経歴
2018年8月12日、WRESTLE-1主催の「第2回ゴールデンルーキープロジェクト」に合格。
2019年7月2日、WRESTLE-1後楽園ホール大会でのvs児玉裕輔戦にて、本名の藤村 加偉の名でデビュー。
2020年4月1日、WRESTLE-1が後楽園ホール大会をもって活動休止となり、以後はフリーランスとして活動。プロレスリング・ノアを主戦場に参戦する。
2024年10月20日、リングネームをカイ・フジムラに改称するとともに、ユニットのオール・レベリオンへ加盟した。

## 得意技
スワンダイブ式エルボーアタック
ドロップキック
逆エビ固め

## 入場テーマ曲
- ReBorn（現在）
- シリウス / BUMP OF CHICKEN